# Кривопишина Наталія Філіповна
Наталія Філіповна Кривопишина (нар. 16 червня 1975) — українська футболістка.

## Життєпис
Футбольну кар'єру розпочала у 1992 році в складі чернівецького «Легмашу». З 1994 по 1999 рік (з перервою у 1997-у) виступала в команді «Металург-Дончанка» (протягом цього періоду клуб мав різні назви). У 2000 році захищала кольори столичного клубу «Київська Русь».  З 2002 по 2004 рік грала за харківський «Арсенал».
В серпні 2022 року під час війни - виїхала в країну-агресорку білорусію,де мешкає і зараз

## Досягнення
«Дончанка»
- Вища ліга чемпіонату України
  -  Чемпіон (5): 1994, 1995, 1996, 1998, 1999
  -  Срібний призер (2): 2000
  -  Бронзовий призер (1): 1997

- Кубок України
  -  Володар (4): 1994, 1996, 1998, 1999
  -  Фіналіст (1): 1995

«Київська Русь»
- Вища ліга чемпіонату України
  -  Бронзовий призер (1): 2000

«Житлобуд-1»
- Вища ліга чемпіонату України
  -  Чемпіон (2): 2003, 2004
  -  Срібний призер (1): 2002

- Кубок України
  -  Володар (2): 2003, 2004
  -  Фіналіст (1): 2002